# Agitu Gudeta
Pour les articles homonymes, voir Gudeta.
Agitu Gudeta, née le 1er janvier 1978, est une Éthiopienne émigrée en Italie en 2010. Devenue éleveuse de chèvres dans le Trentin, elle passe dans les médias italiens pour le symbole d'une intégration réussie. Elle meurt assassinée le 29 décembre 2020 à Frassilongo, à l'âge de 42 ans.

## Biographie
Agitu Idea Gudeta naît à Addis-Adeba le 1er janvier 1978, dans une famille aisée de pasteurs semi-nomades d'Addis-Adeba. À l'âge de 18 ans grâce à une bourse, elle étudie la sociologie dans une université de Rome et obtient un doctorat à Trente. Rentrée en Éthiopie, elle tente d'y développer un projet d'agriculture durable avec son père ; elle a l'ambition d'aider les agriculteurs de la fertile région de Mojo à mettre en place une agriculture efficace. Mais elle est vite menacée d'emprisonnement par les autorités locales pour sa lutte contre l’accaparation des terres agricoles par des multinationales (elle a notamment participé à l'organisation d'une manifestation contre les cimenteries chinoises). Un mandat d’arrêt lancé contre elle la contraint à fuir Addis-Abeba en 2010.  
Elle gagne alors la région du Trentin, qu'elle a visitée pendant ses études. Désargentée, elle commence par travailler dans un bar, puis s'installe sur des terres austères de la vallée des Mochènes,, au village de Frassilongo, dans la province autonome de Trente. Elle y acquiert à bas prix auprès de la municipalité un terrain à « usage civique », occupé et utilisé par les particuliers pour le pâturage. Elle rénove un bâtiment du XIXe siècle qui lui servira de logement et de laiterie et se lance avec 15 chèvres dans l'élevage caprin (son troupeau se montera à 180 bêtes). Progressivement, elle crée une fabrique de fromages bio nommée La Capra Felice (« La Chèvre heureuse ») et ouvre à Trente une boutique, où elle commercialise ses produits laitiers et des cosmétiques à base de lait de chèvre. Une de ses ambitions est de sauver de l'extinction l'espèce qui survit dans cette vallée isolée, la chèvre mochena. Le réseau Slow food lui décerne pour cela en 2015 le « Prix de la résistance par le fromage »,.  
Parfaitement intégrée, affectueusement surnommée « la reine des chèvres heureuses », elle est le sujet de nombreux documentaires dans les médias italiens, qui voient dans son parcours l'exemple d'une intégration réussie. En 2007, elle participe à la rencontre Donne anche noi (« Femmes nous aussi »), où elle raconte son histoire d'immigrante. 
Elle essuie pourtant régulièrement des insultes racistes (des voisins l'appellent brutta negra, « vilaine négresse ») et une agression physique par un voisin, qui se voit condamné.
Elle est retrouvée morte le 29 décembre 2020, le crâne brisé à coup de marteau. Son collaborateur, un Ghanéen de 32 ans, avoue le lendemain le meurtre en invoquant un différend financier.